# Flik 14
La Fliegerkompanie 14 (abbreviata in Flik 14) era una delle squadriglie della Kaiserliche und Königliche Luftfahrtruppen.

## Storia

### Prima guerra mondiale
La squadriglia fu creata nel 1914 ed il suo comandante divenne il capitano Jena Kara. Quando scoppiò la prima guerra mondiale, si schierò a Leopoli sul fronte orientale, poi spostata più vicino alla frontiera, a Kraszne. Dopo il Trattato di Brest-Litovsk, l'unità fu inviata al fronte italiano. Dopo la riorganizzazione dell'Aeronautica nel luglio del 1917, la squadriglia ricevette compiti da caccia (Jagdflieger-Kompanie, Flik 14J). Nella Battaglia del solstizio, nel luglio del 1918, era subordinata all'undicesima armata all'aeroporto di Feltre. Il 15 ottobre 1918 si trasferì a Santa Giustina (Italia) al comando dell'Oblt Rudolf Stanger nell'Armeegruppe Belluno o gruppo bellunese dell'esercito.
Nelle sue file volavano gli assi Julius Busa (5 vittorie nell'unità) e Karl Teichmann (1 vittoria nell'unità).
Quando la squadriglia era subordinata all'XI Armata, come identificazione aveva dipinto, dietro l'abitacolo degli aerei, un ampio anello rosso con una scatola bianca.
Dopo la guerra, fu eliminata con l'intera aviazione austriaca.